# Francesco Brusco (poeta)
Francesco Brusco (Leivi, 13 gennaio 1939 – Lavagna, 12 febbraio 2023) è stato un poeta italiano.

## Biografia
Nato a San Rufino a Leivi, frazione di Leivi, lavorò nelle redazioni delle case editrice milanesi Martello, Longanesi e FrancoAngeli tra il 1965 e il 1967, per passare quindi alla bolognese Carroccio dal 1967 al 1969. Collaboratore dei quotidiani Corriere Lombardo, Corriere Mercantile, il Giornale e di Qui Touring, il mensile del Touring Club Italiano, pubblicò le raccolte di poesia Stagioni lontane (Genova, Ecig, 1987), Più lontane stagioni (Genova, De Ferrari, 1995) e Stagioni (Chiavari, edizioni della Libreria, 1998). Nel 1990 vinse il Premio LericiPea ex aequo con Paolo Bertolani. Morì a Lavagna nel 2023.
| Controllo di autorità | VIAF (EN) 86395878 · ISNI (EN) 0000 0000 5903 7327 · SBN CFIV167588 · LCCN (EN) no2009063443 |